# Charlie Barnett (actor)
Charlie Barnett (Sarasota, 4 de febrero de 1988) es un actor estadounidense conocido por interpretar a Peter Mills en el drama de la NBC, Chicago Fire y Alan en la serie de Netflix Russian Doll.

## Biografía
Barnett fue criado en un velero en la Florida hasta que tuvo siete años. Su madre es una ex mormona de origen sueco, y su padre es un constructor de barcos de Minnesota. Descubrió el teatro cuando tenía seis años de edad, y participó en muchas óperas y musicales. Barnett es un graduado de la Booker High School. Participó en el Programa de Verano de Teatro Musical Carnegie Mellon.
Egresó del programa de drama The Juilliard School, en Nueva York, perteneciendo a la clase del 2010.
Barnett ha vivido en la ciudad de Nueva York, Los Ángeles y Chicago. Durante la filmación de Chicago Fire vivió con sus compañeros de elenco Joe Miñoso y Yuri Sardarov. Disfruta de navegar y le gustan los coches clásicos.[cita requerida] Es fanático de los Medias Blancas y de los Osos de Chicago. 

## Vida personal
Barnett se dio cuenta de que era gay a los 13 años. Barnett ha luchado contra la adicción al alcohol. Reside en Los Ángeles. Barnett se graduó en el programa de arte dramático de la Juilliard School, promoción de 2010. Le gusta navegar, jugar al Ms. Pac-Man y los coches clásicos. Mientras desarrollaba su carrera, Barnett ha vivido en Nueva York, Los Ángeles, Salt Lake City y Chicago. Durante el rodaje de Chicago Fire, Barnett convivió con los coprotagonistas Joe Miñoso y Yuri Sardarov. Es seguidor de los White Sox y de los Chicago Bears.
En abril de 2022, anunció que estaba comprometido con el escenógrafo Drew Bender.

## Filmografía
Cine
| Año  | Título         | Personaje                | Notas |
| ---- | -------------- | ------------------------ | ----- |
| 2006 | Circus Camp    | Billy Robarts            |       |
| 2011 | Private Romeo  | Ken Lee / Prince Escalus |       |
| 2012 | Gayby          | Daniel                   |       |
| 2012 | Men in Black 3 | Air Force MP #2          |       |
| 2013 | The Happy Sad  | Aaron                    |       |

Televisión
| Año       | Título                            | Personaje                   | Notas                                             |
| --------- | --------------------------------- | --------------------------- | ------------------------------------------------- |
| 2010      | Law & Order: Special Victims Unit | Chuck Mills                 | Episodio: Gray                                    |
| 2011      | Law & Order: Criminal Intent      | Dr. Sam Harris              | Episodio: Cadáver                                 |
| 2013      | Apex                              | Tim                         | Episodio: Piloto                                  |
| 2012–2015 | Chicago Fire                      | Peter Mills                 | Elenco principal: 66 episodios                    |
| 2014–2015 | Chicago P.D.                      | Peter Mills                 | Elenco recurrente: 4 episodios                    |
| 2016      | Secrets and Lies                  | Patrick Warner              | Elenco principal: 10 episodios                    |
| 2017      | Orange is the New Black           | Wes Driscoll                | Temporada 5, episodio 10: The reverse Midas touch |
| 2017–2018 | Valor                             | Ian Porter                  | Elenco principal: 13 episodios                    |
| 2019–2022 | Russian Doll                      | Alan Zaveri                 | Elenco principal: 12 episodios                    |
| 2019      | Historias de San Francisco        | Ben Marshall                | Elenco principal: 9 episodios                     |
| 2019      | Arrow                             | John Diggle Jr./Deathstroke | Elenco recurrente                                 |
| 2019      | You                               | Gabe                        | Elenco recurrente                                 |
| 2021      | Special                           | Harrison                    | Elenco recurrente                                 |
| 2021      | Ordinary Joe                      | Eric Payne                  | Elenco principal                                  |
| 2024      | The Acolyte                       | Yord Fandar                 | Elenco principal                                  |